# USS Idaho (BB-42)
El USS Idaho (BB-42) fue un acorazado de la clase New Mexico, el cuarto buque de la US Navy bautizado con el nombre de ese estado. Su quilla fue puesta en grada en  los Astilleros navales de Nueva York (en Camden, Nueva Jersey) y el 30 de junio de 1917 se realizó el acto de botadura, amadrinado por Henrietta Amelia Simons, nieta del entonces gobernador de Idaho, Moses Alexander. 
Fue asignado el 24 de marzo de 1919 bajo el mando del capitán Carl Theodore Vogelgesang.

## Período de entreguerras

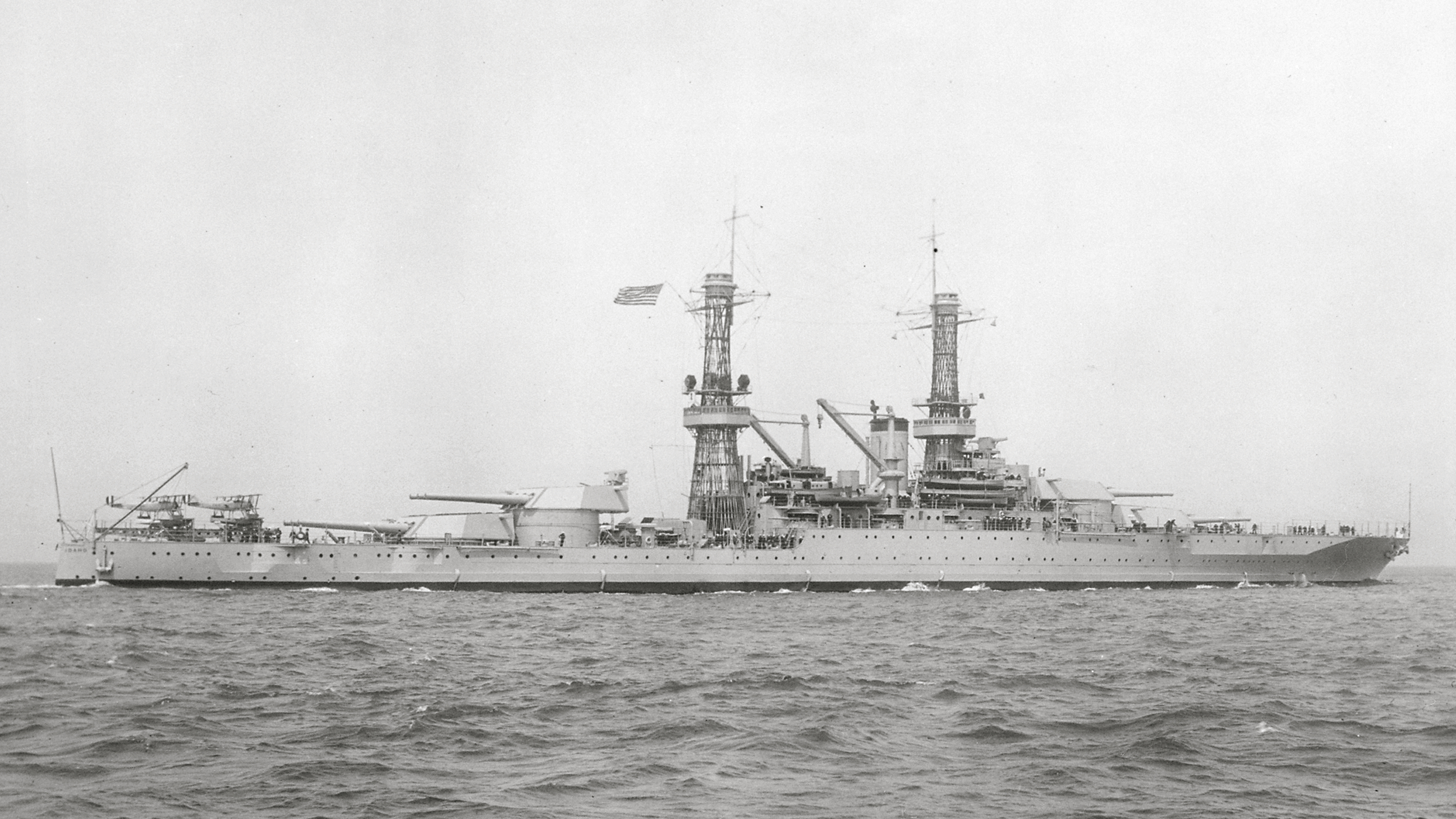
El USS Idaho en 1927

El 13 de abril de 1919 zarpó para su primera travesía con dirección a la Bahía de Guantánamo y, tras regresar a Nueva York, fue visitado por el presidente de Brasil Epitácio Pessoa, antes de su viaje a Río de Janeiro. Partió con su escolta el 6 de julio y arribó a la ciudad brasileña el 17 de julio. Desde allí puso rumbo al Canal de Panamá y finalmente llegó a Monterrey (California) para unirse a la Flota del Pacífico. Allí realizó prácticas de tiro junto a otros acorazados y se le sometió a diversas revisiones, incluyendo una revisión de flota realizada por el Presidente de los Estados Unidos Woodrow Wilson, el 13 de septiembre. En 1920 embarcó al Secretario de la marina, Josephus Daniels, y al Secretario del Interior de los Estados Unidos, John B. Payne, para una visita de inspección a Alaska.
A su regreso de Alaska, el 22 de julio de 1920, el USS Idaho participó en maniobras a lo largo de la costa de California y continuó sus ejercicios de entrenamiento hasta 1925, participando durante todo este periodo en numerosas ceremonias a lo largo de la costa oeste de Estados Unidos.
En 1922 se desembarcaron dos de sus cañones de 127 mm y en 1923 participó en la revista naval supervisada por el presidente Warren Harding en Seattle, pocos días antes de su muerte.
El 15 de abril de 1925 zarpó hacia Hawái y participó en varios simulacros de guerra hasta el día 1 julio, cuando inició una travesía que le llevaría a Samoa, Australia, y Nueva Zelanda. En el viaje de regreso el Idaho embarcó al comandante John Rodgers y su tripulación de hidroaviones después de ser rescatados tras su intento fallido de volar a Hawái, llegando a San Francisco (California) el 24 de septiembre.
Durante los seis años siguientes operó desde la base naval de San Pedro y continuó con los ejercicios de entrenamiento y preparación frente a las costas de California y en el Mar Caribe. El 7 de septiembre de 1931 zarpó en dirección a Norfolk, en la costa este, para ser sometido a diversas modernizaciones, llegando al Astillero naval de Norfolk el 30 de septiembre. Los veteranos cañones antiaéreos de 76mm fueron reemplazados por ocho cañones de 127mm, se le instaló blindaje adicional, nuevos mástiles y protección antitorpedos en su obra viva, lo que lo hizo apto para muchos años más de servicio El 9 de octubre de 1934 finalizaron los trabajos de mejora en el buque y zarpó hacia su base en San Pedro, a donde llegaría 1l 17 de abril de 1935 tras haber realizado diversos ejercicios y pruebas en el mar Caribe.
La situación en el Pacífico durante la segunda mitad de la década de los años treinta preagiaban una guerra inmininte por lo que la flota incrementó el ritmo de sus operaciones de entrenamiento. El Idaho siguió realizando maniobras y ejercicios de tiro regularmente hasta su lllegada a Pearl Harbor, el 1 de julio de 1940, donde se unió a la flota del Pacífico. Posteriormente navegó hasta Hampton Roads y el 6 de junio de 1941 inició labores de patrulla en el Atlántico como salvaguarda de la neutralidad estadounidense, mientras se desataba la guerra en Europa. En septiembre llegó a Islandia  para proteger las bases avanzadas estadounidenses y el 7 de diciembre de 1941 estaba estacionado en la base de Hvalfjörður cuándo se produjo el ataque japonés en Pearl Harbor que catapultó a los Estados Unidos a la guerra.

## Segunda Guerra Mundial

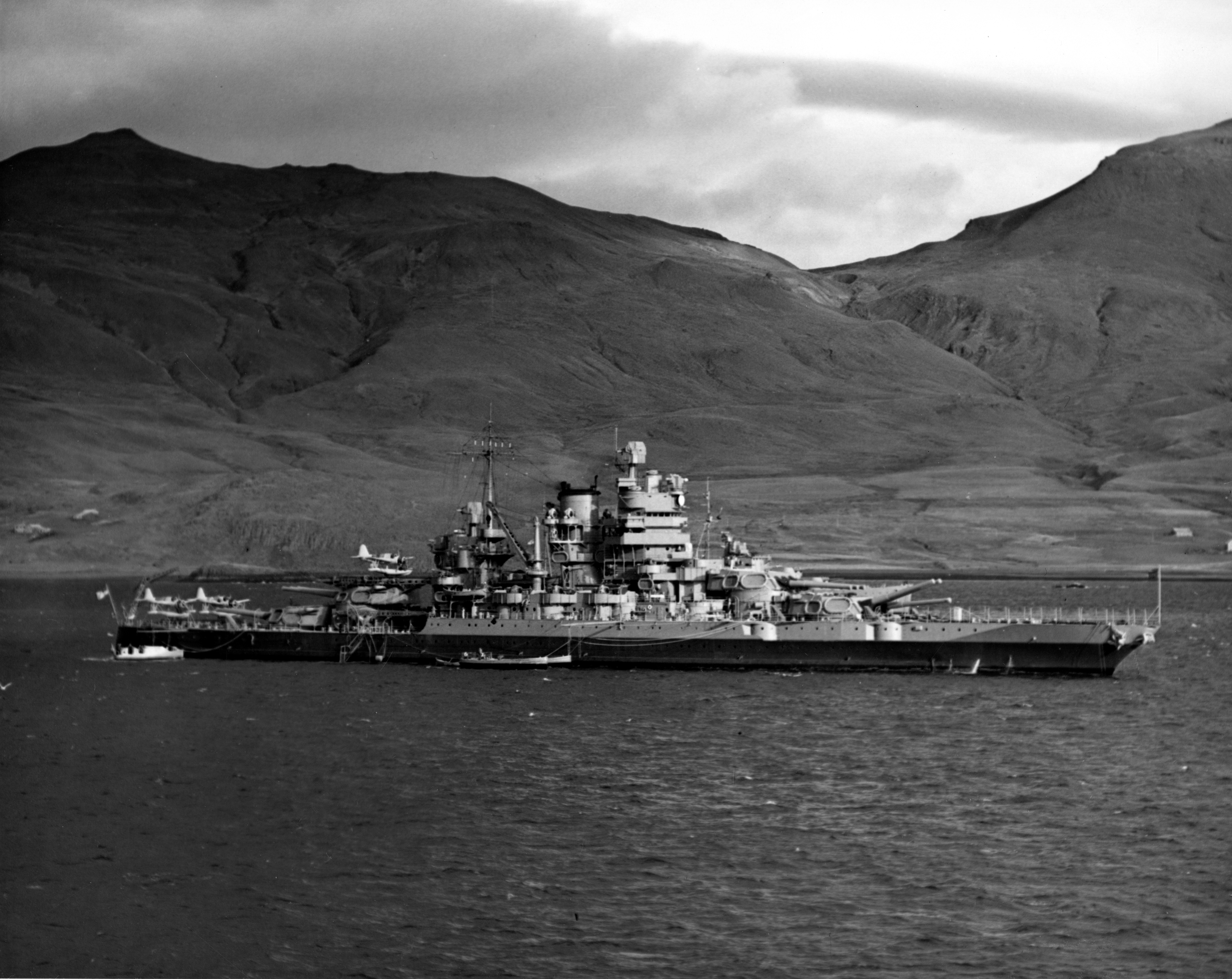
Idaho en Hvalfjörður, Islandia, octubre de 1941.

El Idaho y su gemelo, el USS Mississippi (BB-41) zarparon de Islandia dos días después del ataque a Pearl Harbor para unirse a la flota del Pacífico. Llegaron a San Francisco el 31 de enero de 1942 tras hacer escala en Norfolk (Virginia) y cruzar el canal de Panamá. En el mes de octubre llegó al astillero naval de Puget Sound para reemplazar algunas de las baterías secundarias de 127 mm por ametralladoras antiaéreas. A la conclusión de los trabajos, participó de nuevo en maniobras de combate y el 7 de abril de 1943 partió para participar en las operaciones de las islas Aleutianas como buque insignia de la flota de bombardeo y patrulla alrededor de la isla de Attu, proporcionando apoyo artillero durante el desembarco de las fuerzas del Ejército de los Estados Unidos el 11 de mayo. Durante los meses siguientes las operaciones se centraron en la isla de Kiska, último bastión en manos japonesas de las Aleutianas, y el 15 de agosto se ejecutó el asalto anfibio de la isla sin encontrar resistencia ya que el ejército japonés la había evacuado a finales de julio, tras haber sido derrotada la guarnición de Attu y conscientes de su manifiesta inferioridad.
El Idaho regresó a San Francisco el 7 de septiembre para prepararse para la invasión de las islas Gilbert. Durante el traslado a Pearl Harbor se unió a la flota de invasión el 10 de noviembre y diez días más tarde llegaron al atolón Makin. Allí proporcionó apoyo artillero y protección antiaérea durante las operaciones de desembarco y el 5 de diciembre regresó de nuevo a Pearl Harbor.
El siguiente objetivo en el Pacífico era la reconquista de las Islas Marshall, y el veterano acorazado llegó a las costas del atolón Kwajalein el 31 de enero de 1944 para debilitar las posiciones defensivas japonesas. De nuevo participó en una campaña de bombardeo costero hasta el 5 febrero. Se reabasteció en Majuro y continuó bombardeando otras islas del archipiélago.

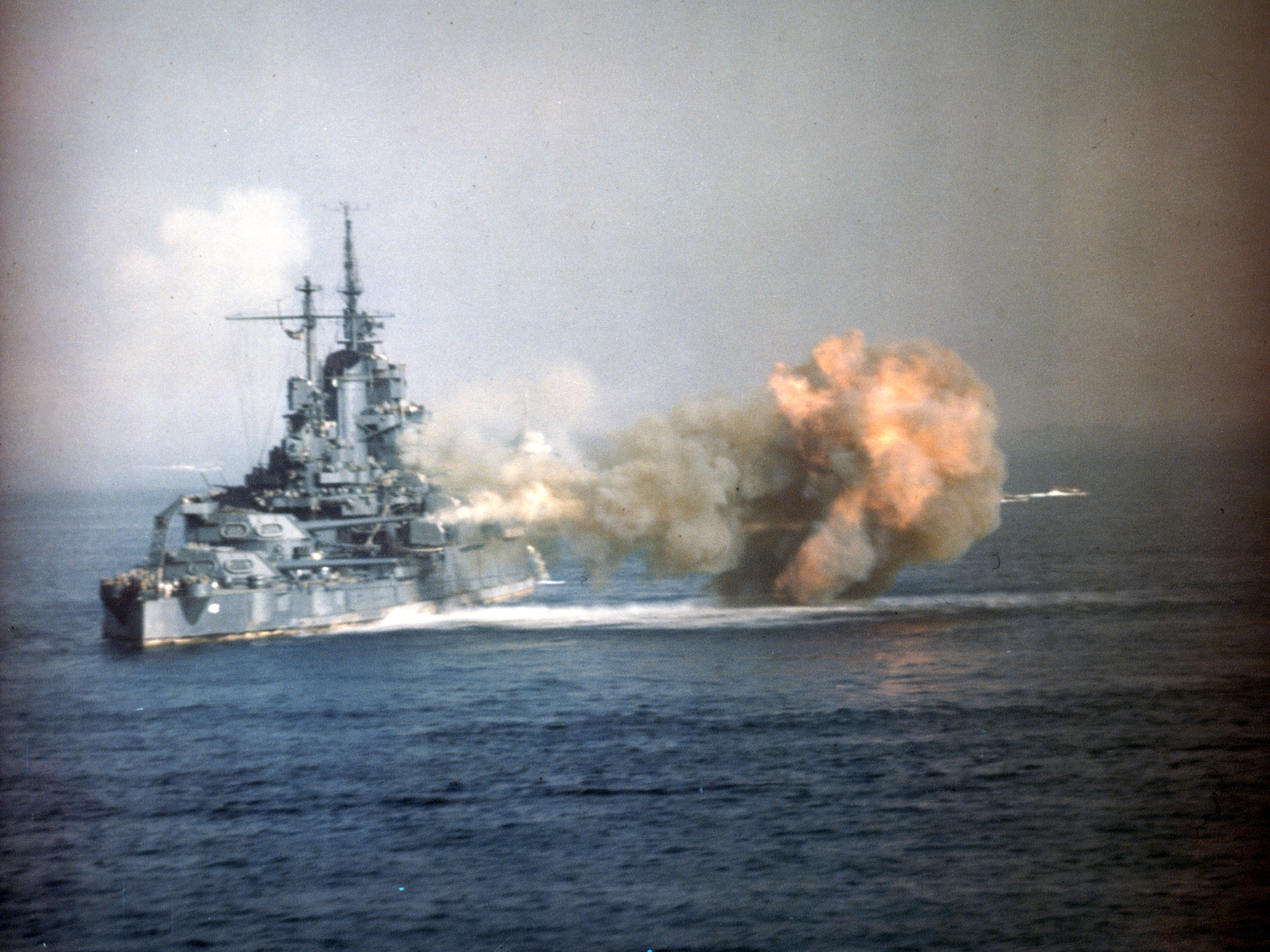
El Idaho bombardeando Okinawa en 1945.

Regresó a las Nuevas Hébridas el 25 de marzo, y tras una corta escala en Australia, volvió a Kwajalein junto con un grupo de portaaviones de escolta el 8 de junio. Desde allí la flota partió hacia el archipiélago de las Marianas donde el Idaho realizó el bombardeo preparatorio de la invasión de Saipán. Tras el desembarco del 15 de junio, el acorazado se desplazó a las costas de Guam donde se le asignó una nueva misión de bombardeo de las posiciones japonesas. Mientras los estadounidenses destruían la aviación embarcada y gran parte de los portaaviones japoneses durante la Batalla del Mar de Filipinas (del 19 al 21 de junio), al Idaho se le asignó la misión de protección del área de transporte y de los vitales convoyes de reserva. Después de regresar a Eniwetok, entre el 28 junio y el 9 de julio, el buque preparó la invasión de Guam, que se produciría el 12 de julio, continuando con su devastador bombardeo de apoyo durante ocho días más mientras los marines luchaban en la isla.
El 15 de agosto llegó a la isla Espíritu Santo y se realizaron reparaciones a sus protecciones antitorpedos en un dique seco flotante. Posteriormente se desplazó a Peleliu y el 12 de septiembre comenzó a bombardear la isla que constituía un objetivo crucial para asentar las bases que permitirían la invasión de las Filipinas. A pesar del furioso bombardeo las posiciones japonesas ofrecieron una feroz resistencia a los asaltantes y el acorazado permaneció en Peleliu proporcionando apoyo artillero a los marines hasta el 24 de septiembre. El 22 de octubre atracó en Bremerton, estado de Washington, donde se le sometió a diversas reparaciones y se le instalaron 10 cañones de 127mm en montajes acorazados (fue el único barco de su clase que recibió esta modificación).
La potencia artillera del Idaho iba a ser vital para el asalto anfibio de Japón (véase Operación Downfall). El 20 de enero de 1945 navegó hasta San Diego para unirse después a una escuadra de acorazados en Pearl Harbor y realizar unos simulacros de combate. El 14 de febrero partió hacia las Marianas para la invasión de Iwo Jima. Mientras los marines asaltaban las playas el 19 de febrero, el Idaho bombardeaba las posiciones japonesas con todas sus baterías y continuó haciéndolo hasta el 7 de marzo, cuando zarpó hacia Ulithi y hacia el último de los grandes asaltos anfibios del Pacífico, la isla de Okinawa.
El Idaho zarpó el 21 de marzo como parte del grupo de bombardeo y apoyo directo del contralmirante Deyo, siendo el buque insignia de la escuadra de bombardeo número 4. Llegó a las costas de Okinawa el 25 de marzo y empezó a silenciar las baterías artilleras enemigas y a bombardear las posiciones defensivas japonesas. Los desembarcos comenzaron el 1 de abril y cuando los japoneses realizaron el intento desesperado de poner en desbandada a la flota mediante el uso de ataques kamikaze, los artilleros del Idaho derribaron numerosos aviones. El 12 de abril el acorazado derribó cinco kamikazes antes de sufrir daños en su costado de babor por un impacto cercano. Tras realizar reparaciones de emergencia partió hacia Guam, donde llegaría el 20 de abril.
El veterano de tantos desembarcos en el Pacífico completó sus reparaciones y regresó a Okinawa el 22 de mayo para proporcionar apoyo artillero hasta el 20 junio, entonces partió hacia el golfo de Leyte donde se unió al USS Indianapolis (CA-35) para preparar la inminente invasión de Japón, cancelada por el cese de hostilidades (el 15 de agosto de 1945), tras el bombardeo atómico de Hiroshima y Nagasaki.
El Idaho hizo una entrada triunfal en la Bahía de Tokio el 27 de agosto y estuvo anclado allí durante la firma de la rendición japonesa en el USS Missouri (BB-63), el 2 de septiembre. Cuatro días más tarde zarpó para el largo viaje hasta la costa este de los Estados Unidos, a través del canal de Panamá, llegando a Norfolk el 16 de octubre.
Pasó a la reserva el 3 de julio de 1946, tras participar en la Operación alfombra mágica, y fue desguazado en noviembre del año siguiente.

## Condecoraciones
- Medalla de servicio en la defensa de Estados Unidos (American Defense Service Medal).
- Medalla de la Campaña Europea-Africana-Medio Oriente (European-African-Middle Eastern Campaign Medal)
- Medalla de la Campaña Americana (American Campaign Medal)
- Medalla de la campaña Asiático-Pacífico con siete Estrellas de servicio (Asiatic-Pacific Campaign Medal)
- Medalla de la victoria en la Segunda Guerra Mundial (World War II Victory Medal)
- Medalla de servicio de ocupación de la armada (Navy Occupation Service Medal)

- Wikimedia Commons alberga una categoría multimedia sobre USS Idaho.